# Canis lupus alces
O Canis lupus alces, popularmente chamado de Lobo da Península de Kenai, é uma subespécie extinta de lobo, originária da América do Norte, que viveu na Península de Kenai, no sul do Alasca. Foi classificada em 1941 por Edward Alphonso Goldman, sendo reconhecida como uma das subespécies de Canis lupus pela Mammal Species of the World (2005).
A evidência de sua existência está exposta no Instituto Smithsonian do Museu Nacional de História Natural, EUA (Estados Unidos da América), constituindo-se em um crânio de uma fêmea adulta, encontrado em 1904 na Baía de Kachemak.

## Características
Entre todas as subespécies do lobo-cinzento, Canis lupus alces é considerada a maior que já existiu no continente norte-americano. Um macho poderia medir de 150 a 210 cm, com uma altura que variava dos 89 aos 111 cm, podendo pesar até 91 kg. Suas principais presas eram os alces (foi a partir dessa característica que se derivou o nome científico da subespécie), entre outros grandes ungulados. 

## História
A presença dos lobos era comum na Península de Kenai antes de 1900, entretanto, ouro foi descoberto na mesma em 1895. Os mineiros, com medo da raiva, iniciaram a caça e envenenamento dos lobos e desta forma, até 1915, os animais haviam sido extintos do local. O lobo da Península de Kenai era uma das quatro subespécies existentes na região do Alasca, e foi declarada oficialmente extinta em 1925.   

### Atualmente
Existem estudos que apontam cruzamentos dessa subespécie com outras do continente. Hoje, a nova e pouco numerosa população de lobos na península é resultante da introdução de exemplares de outras alcateias daquela região do Alasca. Porém, as suas características fenotípicas mostram um lobo diferente de porte menor e de comportamento mais errante. Análises de sequenciamento de DNA evidenciam certas diferenças do genoma dessa população com a do Canis lupus alces.